# Gaudrot
Gaudrot ou Goudrot est une  commune rurale d’élevage de la préfecture de Nana-Mambéré, en République centrafricaine. Il s'agit d'une commune d’élevage où les éleveurs y sont en majorité et où ils élisent au conseil municipal une majorité d’éleveurs transhumants, le maire porte le titre de Lamido qui désigne le chef en langue peul.

## Géographie
La commune de Gaudrot frontalière du Cameroun s’étend au nord de la ville de Baboua dans le massif de Yadé. La plupart des villages sont situés sur l’axe Besson-Ngaoui.
|          | Meiganga |             |
| Meiganga | Gaudrot  | Niem-Yéléwa |
| Koundé   | Baboua   | Béa-Nana    |

## Villages
Les principaux villages de la commune sont : Besson et Mayo Lara 1.
La commune rurale compte 28 villages recensés en 2003 : Abbo Gbanga, Bayanga, Beka Barang, Belke, Besson, Bobo 1, Bobo  2, Dankale, Dole, Domta Kpokea, Gabana, Garga Zalo, Gbanou, Kaptara, Karanga, Mayo Lara 1, Mayolara 2, Mbartoua Petel, Ngaguene, Ngando, Nokoda, Noutowena, Philippe, Sabale Kori, Yibi Paul, Yibi Samba, Zaboro Yole, Zaoro Kombo.

## Éducation
La commune compte 2 écoles publiques à Besson et Yibi-Samba et une école privée à Mayo Lara.

## Santé
La commune située dans la zone sanitaire de Baboua-Abba dispose de deux centres de santé à Besson et à Mayo Lara.